# Fidesz
Fidesz - Unione Civica Ungherese (in ungherese: Fidesz – Magyar Polgári Szövetség), già "Fidesz – Unione dei Giovani Democratici" (Fiatal Demokraták Szövetsége) e "Fidesz – Partito Civico Ungherese" (Magyar Polgári Párt), è un partito politico ungherese di destra, nazional-conservatore, populista e illiberale, che in seguito alle elezioni parlamentari del 2010 detiene la maggioranza assoluta all'Assemblea nazionale.
Il Fidesz è stato membro del Partito Popolare Europeo, che tuttavia dal 2019 l'ha sospeso, fino alla sua uscita dal gruppo del PPE al Parlamento europeo il 3 marzo 2021 e dal partito stesso il 18 marzo dello stesso anno.
È membro dell'Unione Democratica Internazionale (che raggruppa i partiti conservatori) e dell'Internazionale Democratica Centrista.

## Storia

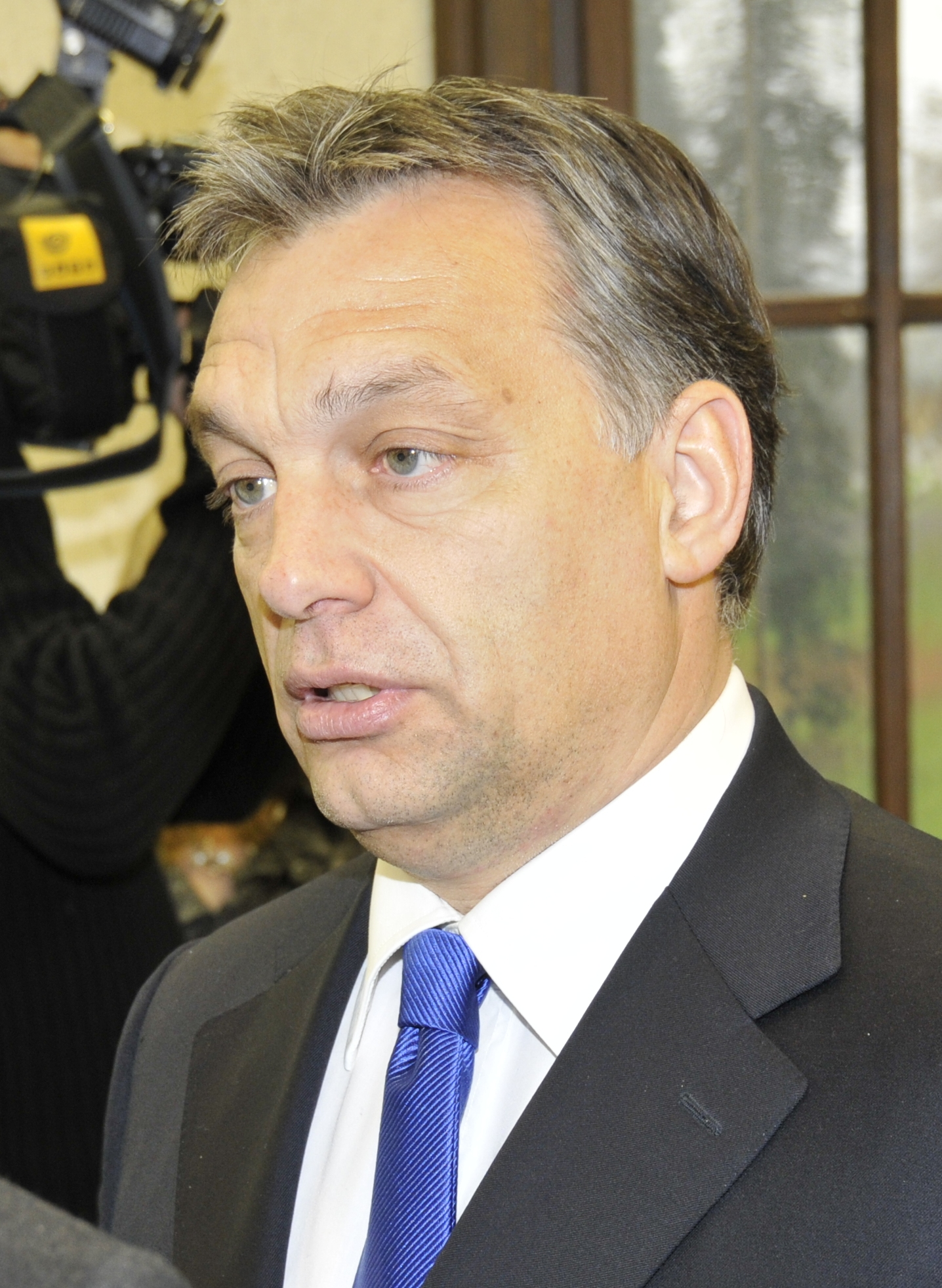
Il presidente di Fidesz e attuale Primo ministro ungherese Viktor Orban

Nel 1988 venne fondata la Fiatal Demokraták Szövetsége (Alleanza dei Giovani Democratici), da cui l'acronimo Fidesz, che si poneva come formazione politica anti-comunista e libertaria. Nel 1989 i "giovani ungheresi" vennero rappresentati in Parlamento da Péter Molnár.
Dal 1992 al 1999 il partito fu finanziato dal miliardario George Soros.
Nel 1998 ottiene 1.263.522 di voti, pari al 28,18%, e per la prima volta nella sua storia entra nella coalizione di governo.
Raddoppia i consensi nel 2002, quando raccoglie 2.306.763 di voti, pari al 41,07%. Il partito finisce però all'opposizione del governo socialista di Péter Medgyessy.
Ritorna al governo dopo le elezioni parlamentari ungheresi del 2010, vinte con il 52,7% in coalizione con il Partito Popolare Cristiano Democratico. Da allora il governo di Viktor Orbán viene da alcuni accusato di varare una serie di provvedimenti illiberali ed antidemocratici. Sostenuti, tuttavia, da un ampio consenso elettorale.
Nel maggio 2018, il Presidente della Commissione europea Jean Claude Juncker partecipò a una celebrazione che commemorava i duecento anni dalla nascita di Marx, dove tenne un discorso in memoria del filosofo. Come risposta, i parlamentari europei provenienti da Fidesz scrissero: "L'ideologia marxista ha portato alla morte di decine di milioni di persone e rovinato le vite di miliardi di individui. La celebrazione del suo fondatore costituisce un insulto alla loro memoria."
Nel 2019 Fidesz viene sospeso dall'appartenenza al Partito Popolare Europeo a causa dell'approvazione in Ungheria, secondo le valutazioni del PPE, di leggi illiberali e antidemocratiche e per aver intrapreso una campagna politica finanziata con soldi pubblici che attaccava tra gli altri il presidente della Commissione europea, Jean-Claude Juncker, anch'egli membro del PPE. Per effetto della sospensione Fidesz non potrà più presentare suoi candidati per gli incarichi di partito, non potrà più votare in nessuna delle assemblee del PPE e non potrà nemmeno partecipare agli incontri del partito.
Fidesz ha annunciato la sua uscita dal gruppo parlamentare del Partito Popolare Europeo (PPE) il 3 marzo 2021, dopo che il gruppo parlamentare ha approvato il nuovo regolamento che, tra i cambiamenti, introduce la possibilità di espellere dalla formazione intere delegazioni e non solo singoli eurodeputati, mossa che è stata letta come preludio all'espulsione di Fidesz dal PPE stesso.  Il 18 marzo 2021 Fidesz ha annunciato la sua uscita dal Partito Popolare Europeo.

### Storici risultati elettorali
- Elezioni parlamentari del 1990: 8,8% dei voti.
- Elezioni parlamentari del 1994: 7,0% dei voti. Nel 1994 i "giovani ungheresi" si spostarono su posizioni conservatrici. Ciò provocò la scissione da parte di Péter Molnár, Gábor Fodor e Klára Ungár, che aderirono all'Alleanza dei Liberi Democratici. Nel 1995 Fidesz aggiunse al proprio nome la dicitura Partito Civico Ungherese.
- Elezioni parlamentari del 1998: 29,4% dei voti. L'ottimo risultato portò i "civici" ad esprimere il nuovo primo ministro nella persona di Viktor Orbán. Il nuovo governo era sostenuto anche dall'Alleanza dei Liberi Democratici e dal Partito dei Contadini Indipendenti.
- Elezioni parlamentari del 2002: Fidesz formò un'unica lista con i democristiani del Forum Democratico Ungherese (MDF); la lista Fidesz-MDF ottenne il 41,6% dei voti e 188 deputati su 386. Fidesz si ritrovò così all'opposizione di un governo formato dal Partito Socialista Ungherese e dall'Alleanza dei Liberi Democratici. Nel 2005 Fidesz assunse l'attuale denominazione di "Fidesz-Unione Civica Ungherese".
- Elezioni parlamentari del 2006: Fidesz ha abbandonato l'alleanza con i democristiani del MDF per allearsi con il Partito del Popolo Cristiano Democratico (KDNP, cristiano conservatori). La Lista Fidesz-KDNP ha ottenuto il 42% dei voti e 164 deputati, finendo di nuovo all'opposizione di un governo formato da socialisti e liberali. Alle regionali del 2006, però, Fidesz ha ottenuto la maggioranza in 18 regioni su 20.
- Elezioni parlamentari del 2010: a seguito della crisi del partito Socialista nel 2006, la coalizione Fidesz-KDNP ha ottenuto la maggioranza del 52,73%, conquistando due terzi dei seggi in parlamento, sufficienti a modificare la costituzione, cosa che ha fatto nel 2011. Fra le riforme costituzionali, il passaggio del controllo democratico della Banca nazionale ungherese al Parlamento della Repubblica.
- Elezioni parlamentari del 2014: Fidesz ottiene il 44,54% dei voti, formando una nuova coalizione di governo con il Partito Popolare Cristiano Democratico.
- Elezioni parlamentari del 2018: Fidesz, di nuovo in coalizione con il KDNP, ottiene il 49,27%, ha ottenuto la maggioranza.
- Elezioni parlamentari del 2022: Fidesz, ancora in coalizione con il KDNP, ottiene il 54,10% dei voti e la maggioranza.

## Ideologia e posizioni
La posizione politica di Fidesz è mutata nel tempo. Verso la fine degli anni ottanta, il partito sosteneva posizioni liberali ed era favorevole all'integrazione europea. Dopo la prima elezione nell'Ungheria post-comunista, Fidesz iniziò a spostarsi a destra.
Fidesz è considerato un partito nazionalista, reazionario e illiberale, che tuttavia favorisce l'intervento dello Stato in materia economica (come nel caso del controllo sulle banche) e di libertà individuali. La riforma costituzionale promossa dal partito ha sottoposto la Banca Centrale Ungherese al controllo del Parlamento. Si manifestano, inoltre, istanze fortemente nazionaliste a proposito di politiche sociali e di integrazione europea.
Durante gli anni di governo, ha sempre di più ridotto l’indipendenza della magistratura, i diritti e le libertà individuali, e occupato la pubblica amministrazione, i mass media e l'informazione. Ha infatti dato poteri speciali all'autorità nazionale di controllo dell'informazione il diritto di vietare o punire informazioni mediatiche che violano presunte “regole morali”. Ha epurato i media pubblici, le manifestazioni parlamentari dell'opposizione sono passate sotto silenzio, un migliaio di giornalisti sono stati licenziati. Ha emanato una legge per portare tutti i media sotto un'unica fondazione che appartiene ad un amico del presidente Viktor Orbán.
Fidesz ha inoltre adottato politiche fortemente contrarie all'immigrazione, rendendo anche illegali le ong che aiutavano i migranti a salvarsi.

## Slogan elettorali
- 1990: Hallgass a szívedre, szavazz a Fideszre! (Ascolta il tuo cuore, vota per Fidesz!)[41]
- 1994: Ha unod a banánt, válaszd a narancsot! (Se ti annoia la banana, scegli l'arancia!)
- 1998: Van választás, polgári Magyarország! (Avere la scelta, è l'Ungheria civica)
- 2002: A jövő elkezdődött! (Il futuro è già cominciato!)
- 2006: Rosszabbul élünk, mint négy éve (Viviamo peggio di quattro anni fa)
- 2010: Csak a Fidesz! (Solo il Fidesz!)
- 2014: Magyarország jobban teljesít! (L'Ungheria funziona meglio)
- 2018: Nekünk Magyarország az első! (Per noi l'Ungheria è la prima!)

## Presidenti
|     | Immagine | Presidente     | Inizio mandato  | Fine mandato    | Note                      |
| --- | -------- | -------------- | --------------- | --------------- | ------------------------- |
| 1   |          | Viktor Orbán   | 18 aprile 1993  | 29 gennaio 2000 | Primo ministro, 1998–2002 |
| 2   |          | László Kövér   | 29 gennaio 2000 | 6 maggio 2001   |                           |
| 3   |          | Zoltán Pokorni | 6 maggio 2001   | 3 luglio 2002   |                           |
| 4   |          | János Áder     | 3 luglio 2002   | 17 maggio 2003  |                           |
| (1) |          | Viktor Orbán   | 17 maggio 2003  | in carica       | Primo ministro, dal 2010  |

## Risultati elettorali
| Elezione          | Voti      | %     | +/-   | Seggi     | +/-     | Posizione   |
| ----------------- | --------- | ----- | ----- | --------- | ------- | ----------- |
| Parlamentari 1990 | 439.649   | 8,95  | -     | 21 / 386  | -       | Opposizione |
| Parlamentari 1994 | 378.678   | 7,02  | 1,9   | 20 / 386  | 1       | Opposizione |
| Parlamentari 1998 | 1.340.826 | 28,48 | 21,46 | 148 / 386 | 128     | Maggioranza |
| Parlamentari 2002 | 2.306.763 | 41,07 | 12,6  | 188 / 386 | 40      | Opposizione |
| Parlamentari 2006 | 2.272.979 | 42,03 | 0.7   | 164 / 386 | 24      | Opposizione |
| Parlamentari 2010 | 2.706.292 | 52,73 | 10,7  | 263 / 386 | 99      | Maggioranza |
| Parlamentari 2014 | 2.264.780 | 44,87 | 7.86  | 133 / 199 | -       | Maggioranza |
| Parlamentari 2018 | 2.824.206 | 49,27 | 4,4   | 133 / 199 | Stabile | Maggioranza |
| Parlamentari 2022 | 2.758.502 | 53,29 | 4.02  | 135 / 199 | 2       | Maggioranza |
| 1. 2.             |           |       |       |           |         |             |

Elezioni europee
| Elezione     | Voti      | %     | Seggi   |
| ------------ | --------- | ----- | ------- |
| Europee 2004 | 1.457.750 | 47,40 | 12 / 24 |
| Europee 2009 | 1.632.309 | 56,36 | 14 / 22 |
| Europee 2014 | 1.193.991 | 51,48 | 11 / 21 |
| Europee 2019 | 1.824.220 | 52,56 | 13 / 21 |
| Europee 2024 | 2.048.211 | 44,82 | 11 / 21 |

## Simboli

Fino al 2015
Dal 2015